# 仮面ライダーカブトの登場キャラクター
仮面ライダーカブトの登場キャラクター（かめんライダーカブトのとうじょうキャラクター）では、特撮テレビドラマ『仮面ライダーカブト』に登場する主要なキャラクターについて記述する。

## マスクドライダーシステム資格者
天道 総司（） / 仮面ライダーカブト
演 / 声 - 水嶋ヒロ（7年前 - ショーン・ウィーグ）、スーツアクター - 高岩成二
本作品の主人公。マスクドライダーシステム第1号である仮面ライダーカブトの資格者となった青年。21歳。一人称は「俺」。自らを「天の道を往き、総てを司る男」と称する。自分が太陽であるといって憚らず、世界で1番偉いと本気で思っており、天（空）を指し示すポーズをとる。キザで傲岸不遜な言動を取ることも多いが、弱者は決して見捨てずに救いの手を差し伸べる熱い正義感の持ち主でもある。
独力で物事を解決しようとする傾向が強いため、自分で解決出来ないことには脆く、度を越した秘密主義を貫くことから誤解を招いてしまうこともある。自らを“選ばれし者”と信じ、戦う日が来るまで準備を続けてきたため、定職に就いていない。住んでいる家はかなりの豪邸。7年に及ぶ鍛錬により武芸百般に優れ、生身でもワームと互角に戦うなど極めて高い戦闘能力を誇る。人気者で社交的な性格だが、友人はいなかったらしい。
母方の祖母を尊敬し、しばしば「おばあちゃんが言っていた…」というセリフの後、教えを口にする。これらの格言は「天道語録」と呼ばれる。プロ級の腕前である料理（前述の教えも料理に例えた物が多い）をはじめあらゆることに精通し、それゆえ他人を見下すと解釈される行動を取ることが多いが、ひよりやじいやなど自分より優れた腕を持つ相手には敬意を払い、特にじいやに関してはかなり遜った態度を取る。また不器用ゆえに傲岸不遜な態度を取っているわけではなく、必要とあらば他人の機嫌を取るような態度も器用にやってのける。
加賀美のことは“退屈しない面白い男”と評し、窮地に陥った時には手を貸すが、彼を成長させるために敢えて突き放すこともある。その一方で精神面で加賀美に助けられることもあり、自身の生い立ちや人類の存亡に関わる重大な事実を彼だけに明かすこともある。特殊な理由がある場合以外はZECTに協力しようとはせず、単独行動を好むため、度々ZECTのメンバーと衝突している。
旧姓は日下部。18年前の3歳のころ、父と妹を妊娠中の母がネイティブにより殺害・擬態された後、身よりの無かったところを天道家の祖母に引き取られ“天道”姓になる。その後祖母の家に樹花が誕生し、東京タワーに近い一軒家で彼女と共同生活を営むようになる。しかし7年前、両親に擬態したネイティブと遭遇。彼らが連れていた少女が、生まれるはずだった妹のひよりに擬態したネイティブであることを察し、直後に渋谷隕石の爆発に巻き込まれる。これを機に復讐を果たそうと画策するも、ひよりの叫びを聞き思い留まる。そしてネイティブであっても、生まれる前に殺された妹を守ることを決意。総一としての記憶を取り戻した擬態総一からライダーベルトを授けられ、その後の7年間はひたすら鍛練に費やし、カブトゼクターとの邂逅を契機に、ワームとの戦いに身を投じる。妹の樹花とは血の繋がりが無いものの、彼女も本当の妹のように大切に思っている。ゆえにひよりや樹花が危険に晒された際は、短絡思考に陥って常日頃の深謀遠慮な冷静さを失いがちになり、取り乱すこともある。
最終回ではワームやネイティブの壊滅後、エッフェル塔を背景に豆腐を片手に歩く姿が見られた（そこでも天道の名が知られている）。
- 当初は太陽のような人ということから「カガミ」という名前であったが、『ミラーマン』の鏡京太郎と重複することから、加賀美の元の名前であった「天堂空」から「テンドウ」という現在の形となった。
- 天道の人となりについては脚本家の井上敏樹の性格が多少参考にされている。監督の長石多可男曰く「要するに天道は井上だな！」とのことだが、井上本人は「俺はあんなにお人好しじゃない！」とのこと。

『劇場版 仮面ライダーカブト GOD SPEED LOVE』
ZECTとネオZECTの抗争中に両組織の前に現われ、双方に自分を売り込む。生き別れの妹のひよりを助けるため、歴史を変えられるハイパーゼクターを持つ「黄金のライダー」を探している。

加賀美 新（） / 仮面ライダーガタック
演 / 声 - 佐藤祐基、スーツアクター - 伊藤慎（ザビー・ガタック）
本作品のもう1人の主人公。ZECT・田所チームの見習い隊員を経てマスクドライダーシステム第5号である仮面ライダーガタックの資格者となった青年。一時期は仮面ライダーザビーの2代目資格者でもあった。21歳。血液型はA型。一人称は「俺」。ZECTの隊員として働く一方、普段は洋食店ビストロ・サルでアルバイト店員も務める。裏表のない一本気かつ心優しい熱い性格で、目的のためならばZECTの意に反する行動にも出る強い信念を持つ。彼の意外なまでの精神的な強さは天道に影響を与えることもあり、天道や剣からは信じられる友人として認められている。警視総監でもある父の陸とは確執があり、彼自身は“親の七光り”と色眼鏡で見られることを嫌っている。
弟の亮がベルクリケタスワームに襲われ行方不明になったことを契機にワームを憎み、全てのワームを倒すことを誓いZECTに入隊する。当初はカブトゼクターにカブトの変身資格を認められなかったが、共に戦う仲間を命を賭けて守ろうとした行為からザビーゼクターに認められ、ザビーの資格者兼シャドウリーダーとなる。それから間もなく三島から下されたカブトを抹殺する命令にはどうしても納得がいかず、紆余曲折を経てザビーとシャドウリーダーの資格を自ら捨てる。後に1度タランテスワーム・パープラの攻撃を受け絶命するが、陸の命令を受けた三島が与えたライダーベルトの力により蘇生し、ガタックの資格者となる。その後はガタックとして戦う一方、ZECTとマスクドライダーシステムの真実を探っており、エリアXの旧ZECT基地に潜入した際には、自身が生まれる以前よりガタックの資格者に選ばれていたことが明らかになる。
終盤では根岸の甘言を信じてネイティブと人類の平和を守るために彼に力を貸すことを約束する。ネックレス配布を阻止するカブト＝天道を1度は倒すが、天道が残した手紙やトップの座を奪われた瀕死の陸を救った際に根岸と三島の企みや自身にそれを阻止する使命を与えられていた真実を知ることになった。最終話には天道と共に三島を倒し、ネイティブの計画を阻むことに成功した。1年後には警官として生活を送っていた。
- 当初は、主人公に対抗する組織のリーダーの「天堂陸」の息子である「天堂空」という名前であったが、天道の元の名前であった「カガミ」が変更となったことから、「カガミ」の字を変えて現在の形となった。

『劇場版 仮面ライダーカブト GOD SPEED LOVE』
ZECTの隊員だが、ネオZECTとの戦いには消極的。恋人であるひよりには「新」と呼ばれる。
『仮面ライダーカブト 超バトルDVD 誕生!ガタックハイパーフォーム!!』
天道がハイパーゼクターを使用していることを羨む場面が見られた。またカブト＝天道の戦い方を真似て失敗するという場面もあったが、「自分は自分」ということを思い出し、最後には一回限りでハイパーゼクターを使用出来た。

矢車 想（） / 仮面ライダーザビー / 仮面ライダーキックホッパー
演 / 声 - 徳山秀典、スーツアクター - 伊藤慎（ザビー）・大岩永徳（キックホッパー）
マスクドライダーシステム第2号の仮面ライダーザビー最初の資格者およびシャドウの初代リーダーであり、後にZECTがネイティブに内密で開発した仮面ライダーキックホッパーの資格者となった青年。27歳。一人称は「俺」。ZECT所属当時は部下思いの性格で「パーフェクト・ハーモニー（完全調和）」を信条として行動する完璧主義者で、的確に部下を指示しチームプレーで対処することから、部下たちからの信頼は厚かった。この性格ゆえに調和を乱すスタンドプレーを非常に嫌い、シャドウをことごとく出し抜く天道に苛立ちを覚えて私怨で動き、カブト抹殺に執拗にこだわるようになる。それを優先するあまり部下を見殺しにしてしまったことでザビーゼクターに見限られ、ザビーの資格を喪失。シャドウチームリーダーを解任された後はシャドウチームリーダーおよびザビー資格者復帰を目指して活動したが、最終的には影山によりZECTから完全追放される。
その後しばらくの間は表舞台から姿を消すが、後に己を卑下し「完全調和」の精神を喪失するほどにやさぐれた姿で再登場。行方不明の期間中にキックホッパーの資格者になっており、紆余曲折を経て孤立した影山にもう1つのホッパーゼクターを授け「弟」とし、行動を共にするようになる。以降どのグループにも属さず、自らを地獄を這い回る運命にある「闇の住人」と称し、影山と2人で勝手気ままにライダーたちやワームに戦いを挑む。ザビーゼクターが影山を見限った後に再び選ばれかけるが、過去の栄光に全く未練は無く、自ら睨んで拒絶した。
やさぐれてからは「どうせオレなんか…」「お前はいいよなあ…」「今、オレを笑ったな？」など、すねたような発言が目立つようになるが、岬にフラれた剣を一時的に「弟」に加えたり、人間に戻った時の間宮麗奈に恋に落ちるなど、「闇」に堕ちた人間には寛容な姿を見せている。
かつてはプライベートな趣味として料理を嗜み、時に部下に手料理を振舞うこともあったが、キックホッパーの資格者となってからはほとんどインスタント食で済ませている。
一度はZECTに協力してカッシスワームを攻撃したり、その後は二度と人助けをしないように自分を鎖で縛ったりと、本人なりに悩んでいたようであるが、最終的にはもう一度光を掴むべく、闇の中でも輝き続ける白夜の国に行くことを決意。そこに影山も連れて行こうとしたが、乗船目前で緑色のネックレスの影響でネイティブ化していた影山の懇願を汲み、彼をライダーキックで打ち倒した後、影山の亡骸を連れて白夜の国へと旅立っていった。
劇中で唯一「仮面ライダー」という言葉を使った人物である。
- 矢車を演じた徳山はゲイリー・オールドマンやアマギンをイメージしたという。

『劇場版 仮面ライダーカブト GOD SPEED LOVE』
知略に長ける狡猾な策士として、大和のもとでゼクトルーパー部隊を牽引する。ネオZECT掃討作戦を使命とし、「完全作戦（パーフェクト・ミッション）」を信条とする。

影山 瞬（） / 仮面ライダーザビー / 仮面ライダーパンチホッパー
演 / 声 - 内山眞人、スーツアクター - 伊藤慎（ザビー）・永瀬尚希（パンチホッパー）
仮面ライダーザビー3人目の資格者およびシャドウのメンバー（後に隊長、詳細は後述）を経て、後にZECTが内密で開発した仮面ライダーパンチホッパーの資格者となった青年。20歳。一人称は「俺」（目上には「私」という場合もある）。生真面目な体育会系の青年で、当初は矢車を尊敬していた。しかし本質は主体性が希薄で、自分を周囲に認めさせることや地位を失わないために汲々とするタイプで、そのためなら手段も選ばず、嫌いな相手にすら泣きすがる卑屈さを併せ持つ。
ザビー資格者復帰を目指す矢車を「組織を乱す不協和音」として切り捨て、ザビーゼクターに選ばれシャドウ隊長に就任するが、見習いであれば仲間を守るためにどうなってもいいという歪曲化されたパーフェクト・ハーモニーで、これといった成功も無く任務失敗を重ね続け、さらには天道にザビーゼクターを奪われてしまったことから、自らもZECTを追われる。その器の小さい性格は部下たちからも嫌われていたらしく、シャドウからも追放され、完全に孤立してしまった影山は、その後ザビーの資格者に復帰したい一心で蓮華と共に天道の雑用を自ら志願したり、天道にザビーゼクターを返して貰うように加賀美に頼み込むなど、恥も外聞もない行動の連続で、迷走を極めてゆく。
最終的にワームとまで手を組み、間宮の指示で立川を襲うも、彼の護衛を任されていたシャドウのゼクトルーパーらに阻止され、その際に顔に切り傷を負った挙句、結局ワームからも見捨てられ、どん底まで堕ちたところを矢車に助けられる。ホッパーゼクターを受け取ってパンチホッパーの資格者となった彼は、以後は矢車を「兄貴」と慕い、2人で気ままな行動をとり続ける。
しかし彼自身は真っ暗闇の無間地獄で生きていくことを決めたにもかかわらず、どん底から抜け出そうとして、矢車曰く“燃えカスのような”正義感や過去の栄光などの光への憧れをみせており、誘いを受け再びザビーに復帰。ガタックと連携をとろうとせず、あっさりカッシスワームに惨敗した無様さから、ついにザビーの資格を完全に失ってしまい、再び矢車の元へと戻る。このことから、矢車には度々「光を求めるな」と戒められる。
最終話直前、根岸が進めていた人類全ネイティブ化計画のための緑色のネックレスを3つ装着していたため、その影響から早くもネイティブになったことで絶望し、矢車に自身を倒すように懇願。ライダーキックで倒される道を選び、その亡骸は矢車によって白夜の国へと旅立っていった。
矢車と影山の2人は、35話のサブタイトルから、「地獄兄弟」と呼ばれることがある。

風間 大介（） / 仮面ライダードレイク
演 / 声 - 加藤和樹、スーツアクター - 押川善文
マスクドライダーシステム第3号である仮面ライダードレイクの資格者となった青年。22歳。一人称は「私」もしくは「俺」。少女のゴンと常に行動を共にしている。「風間流」なる独自のメイクアップを持つフリーのメイクアップアーティストで、いつも持ち歩いているギターケース内に、大量のメイクアップの道具が入っている。本職であるメイクアップの腕前は超一流で、「風間流奥義・アルティメット・メイク・アップ」なる美技を駆使して、どんな女性でも美しく変身させ、加賀美に対しても披露している。多くの上客を持つ売れっ子だが話術までは手が回らず、肝心の褒め言葉の途中で言いよどんでしまうケースが多々あり、ゴンに褒め言葉をフォローしてもらって「そうそう、それそれ」と言うのが常である。マシンゼクトロンなどを岬から支給されているが天道と同様にZECTには所属していない。
クールな性格だが、飄々として掴みどころのない自由気ままな性格で、「女は花」を口癖とする女たらしのフェミニスト。それゆえ自らを「花から花へと渡る風」と称し、世の全ての女性を守ることを信条にしている。逆に男性に対しては興味が無く、ライダーとして戦うのもドレイクゼクターの指示やZECTからゴンを人質に取られて強制されたケースがほとんどである。また、ライダーになりたくてなったわけではないため、天道やZECTには関わりたくないが、天道に対してはワームが擬態した自分の顧客を彼に殺されたことから逆恨みして戦ったこともある。相棒のゴンには叱咤されっぱなしで、「子連れじゃ格好がつかない」と表面的には疎むが、ゴンの窮地には戦いにも出向いたりと、彼なりに保護者としての自覚は持つ。一時期記憶を取り戻した代償で自身のことを忘れてしまったゴンと別れた際、明らかに精彩を欠き、本業も少なくなってしまうが、後にワームとZECTの企みによってワームが自身に擬態したことで殺人事件の容疑者として指名手配された騒動で、記憶を取り戻した彼女に介抱され、その存在の大きさを身をもって知ることとなった。
カブトとの戦いで重傷を負いワームとしての記憶を失ったウカワーム＝間宮麗奈に本気で恋に落ちるも、彼女は記憶を取り戻し、再びワームの本能に捕らわれたために、最後には自らの手で倒し、彼女の死を看取った。
ウカワーム戦後の戦闘参加は一度きりのみで、最終決戦にも不参加だったが、最終話のラストシーンにはゴンと共にビストロ・サルに訪れた。
『劇場版 仮面ライダーカブト GOD SPEED LOVE』
ZECTの支配から解放され、風のように自由に生きることを信条とするため、ネオZECTに参加する。

神代 剣（） / 仮面ライダーサソード
演 / 声 - 山本裕典、スーツアクター - 渡辺淳
マスクドライダーシステム第4号である仮面ライダーサソードの資格者となった青年。20歳→21歳。誕生日は1985年6月25日。一人称は「俺」。自らを「神に代わって剣を振るう男」と称する。己に対する自信に満ち溢れ、名門の名に恥じないように「オレは全ての分野において頂点に立つ男」「〜においても頂点に立つ男だ」とも発言している。
英国の名門貴族・ディスカビル家を祖とする家柄の正規後継者である神代家の当主として、執事のじいやと共に大邸宅に住み、ディスカビル家に代々伝わる聖剣ディスカリバーを所持している。じいやからは「ぼっちゃま」と呼ばれている。またしばしば「じいやが言っていた」と前置きし、天道語録同様に格言を言い放つ。変身せずにロングソード1本でワーム（サナギ体）数体を倒すほどの高い身体能力を秘め、数ヶ国の外国語を喋るほどの教養もあるが、現代社会の常識とかけ離れた教育を受けて育っており、世間一般の事柄に極めて疎い世間知らずのため、素直に何でも信じてしまう性格。
1年前、目の前で姉の美香をスコルピオワームに殺害され、それを切っ掛けに自分の手で全てのワームを倒すと誓い、ワーム狩りを始めるようになり、当初はそれを邪魔する者はライダーであろうとも排除する戦いを行った。また一時期はZECTにもワーム1体を倒すごとに120万円という報酬で雇われる形で所属していたが、ガタック出現に連座して三島に一方的に契約破棄をされてしまう。姉を殺害された記憶を蘇らせるトラウマから、薔薇を嫌悪する。
性格は「常に貴族らしく振舞うこと」のみ教育されたことで培われた絶対的な自信を持つが、本質的には素直で、天道との決戦で彼の勝ちと判定したじいやを解雇した時以外は自身の非を素直に認めている。また下々の民への配慮には彼なりに気を遣い、高貴な振る舞い（ノブレス・オブリージュ）を信念としており、志や行動が高貴であると認めた相手に対しては信頼や尊敬を示す。特に加賀美に対しては最初こそ見下していたものの彼も自分と同じくワームに弟を殺されたことを知ると「代わりに仇を取ってやる」と好意的な態度を見せ、さらにワームの攻撃から身を挺して庇われたことで感激し、この一件をきっかけに彼を「カガーミン」と呼び心の友として親愛の情を示すようになる。ただしさすがにワーム（ネイティブ）を倒すことには彼の頼みでも妥協しなかった。1度解雇するなどのアクシデントはあったが、じいやとは互いに親子愛のような深い絆で結ばれており、自身の正体を知った際には、彼がその事実を知っていたことにもすぐに気付いた。
神代家の財政は破綻して財政難にあえいでいた火の車の没落貴族だが、当初はその事実を知らず、「裸の王子様」とも呼べる有様だった。後に真相を知ると自ら神代家を立て直すためアルバイトに精を出し、社会経験が無いためミスを連発していたが、稼ぎは少ないことにもへこたれること無く、努力し続ける。時にはお金の価値や大切さを学ぼうと空回りな珍行動に出ることもあったが、徐々に自分なりに人並みの幸せを理解していくことになる。岬に対しては彼女に擬態したワームに対して姉の面影を重ね合わせて以降は、彼女に好意を抱くようになり、以来彼女を「ミサキーヌ」と呼び積極的にアプローチをかけては毎度失敗するが、最終的に姉の代わりではなく岬自身を愛することを決意する。
カッシスワームとの交戦により自らの正体を知ってしまうこととなり、苦悩の末に自分を含めた全てのワームを消し去ることを決意。「ワームの世界でも頂点に立つ」という悲壮な意思を秘めて、カッシスワームをワームとしての能力を用いて服従させ、名実共にワーム軍団の支配者となった。人類への総攻撃のため散り散りになっていたワームをアジトに結集させることでZECTにワームを根絶させ、自らも天道と事前に交わしていた密約の下、ハイパーカブトのマキシマムハイパータイフーンを受け、ワーム諸共倒される。最期はじいやに看取られながら、穏やかな顔で静かに息を引き取った。
- 当初は4話のみで完結する予定であったが、キャラクターの面白さや、剣を演じる山本の存在感や力量からレギュラー化することとなった。

スコルピオワーム
サソリに似た能力を持つワーム。
1年前に神代姉弟を殺害し、その弟の剣に擬態しその記憶をコピーしたが、この時にワームとしての自覚が失われ、自身を剣と思い込むようになり、ワーム側もその事実を知らなかった。しかし闘争本能が極限まで高ぶると擬態が解けて一時的にワーム態へと変容し、ワームとしての本能のまま、敵味方関係なしに暴れる（この時の記憶は一切残らない）。
武器は右腕の鉤爪スティンガーライトと左腕の盾シールドレフト・伸縮自在の辮髪で、肉弾戦ではカブトと互角以上に戦う。辮髪の猛毒・ティティウストキシンには洗脳能力もあるようで、カッシスワーム クリペウス2体を屈服させている。これによって物語終盤には事実上ワームの頂点に立った。
その他の登場作品
『オーズ・電王・オールライダー レッツゴー仮面ライダー』
ショッカーの怪人軍団の一人として登場。

擬態天道総司 / 仮面ライダーダークカブト
演 / 声 - 水嶋ヒロ、スーツアクター - 高岩成二・渡辺淳
マスクドライダーシステム第0号とも言える仮面ライダーダークカブトの資格者となった青年で、天道に擬態したネイティブ。一人称は「僕」。彼だけが持つ特殊能力により、時空の彼方や現実世界を自由に行き来することが可能。彼の存在はZECTの中でも一握りの人間しか知らない。
渋谷の「エリアX」と呼ばれる渋谷廃墟の最深部で鉄仮面をつけられ長期間拘束されていたが、三島にハイパーゼクターの実験体にされた際、彼の声に導かれエリアXの地下に訪れたひよりと出会った直後にハイパーゼクターが暴走し、ひよりと共に時空の彼方へと飛ばされ、その中を2人で彷徨う。
エリアXに幽閉されたことで恐怖や憎しみから理性を失っていたが、時空の彼方でひよりと触れ合ううちに善悪の区別は無いものの理性を取り戻す。彼女への好意と一部だが天道の記憶を受け継いでいたことから、ひよりの兄日下部総司として生きることを決意する。
一時は現実世界に戻り、ひよりが天道を拒絶していることを理由に天道本人を抹殺しようとするが、ひよりが天道の説得により現実世界へ戻ったことで失敗に終わる。そして愛情が憎悪に変わり、現実世界を破壊するべく単身暗躍を開始する。後に幼少のころにネイティブに拉致され、彼らのプロトタイプの緑色のネックレスによる度重なるマスクドライダーシステムの人体実験の結果、人間からネイティブに改造させられた最初の被験者であることが判明する。人間ということは判明しているが真の素顔や名前は不明。
グリラスワームへと変貌した三島の圧倒的な力の前に敗れ去り、人類ネイティブ化の送信設備に渋谷隕石と共に組み込まれた。その後グリラスワームの爆発と共に起こった装置の破壊で自由となるが、「この世界を頼んだよ」と最後の言葉を残し、根岸もろとも火の海に飛び込んで姿を消した。
- 演じる水嶋は、自身の幼稚園のころを思い出しながら演じたという。

ゲーム『仮面ライダーカブト』
テレビシリーズとは性格が大きく異なっており、テレビシリーズは天道と正反対に明るく無邪気な性格だが、ゲームではダークカブトの名の通り邪悪なものとなっている（一人称もテレビシリーズは「僕」、ゲームでは「俺」）。

ハイパーカブト（仮面ライダーカブト ハイパーフォーム）
中盤に登場した謎の戦士。天道たちの行動を妨害するが如く現れ、瞬く間に姿を消す。その正体は未来を変えるためにハイパークロックアップで現代に現れた未来の天道で、現代の天道がハイパーゼクターを入手してからは登場しない。

## ZECTメンバー（ライダー資格者を除く）
岬 祐月（）
演 - 永田杏奈
ZECTの田所チームの一員。23歳。任務は対ワーム戦のオペレートの他、ワーム識別ミッション中には新婦や怪盗シャドウに変装したり、潜入捜査もこなす自称「謎の女」。
昼食時には行き付けの立ち喰い蕎麦屋でかけそばをすする姿がよく見られる。仕事中は厳しくクールな態度を崩さず任務を遂行し、見習いの加賀美を叱咤しつつ密かに暖かく見守る。当初はカブトの正体を暴くことに意欲を燃やすが、天道の戦う姿を見て考えを改め、カブトの力が必要だとする立場を取る。
中盤、ワームが擬態した自分と接触した際に好意を持った剣から一方的に激しいアプローチを受け続けるようになり、しばらくの間は相当疎ましく感じていたが、後に剣の真っ直ぐな性格に心打たれ、その想いを受け入れようとするも、剣の死によって悲恋に終わる。
全てが終わり、ZECTが解散となった後は、ディスカビル家再興のため会社「ディスカビル・コーポレーション」を設立し、その社長として「剣が愛したじいやの味」というコンセプトの元、レストランを経営している。
『劇場版 仮面ライダーカブト GOD SPEED LOVE』
田所の側近。彼と共に司令室で「天空の梯子計画」のオペレーターを担当する。
『小説 仮面ライダーカブト』
岬に擬態したネイティブが登場している他、オリジナルの岬が過去に恋人をワームに殺害されたことが語られている。

田所 修一（）
演 - 山口祥行
ZECTの田所チームの隊長。35歳。
普段は加賀美や岬に上司として厳しく接し、時には職務に忠実であろうとする。しかし、部下の危機に際しては任務や体裁よりも、彼らを救うことを優先する。また、加賀美が無茶をしてZECTの上層部に殴り込みをかけた際には、自らの腕がダメージを受けるのを覚悟で、ガタックに変身した加賀美を殴って制止しているなど、熱い面も秘めている。
実家は300年の伝統を誇る老舗の蕎麦屋「そば処たどころ」で、蕎麦打ち職人としての腕は一流。家業は弟に継がせているが、弟によると蕎麦打ちの腕は兄の方が上であるとのこと。マナーや料理の出来にうるさく、食事マナーの悪い客を怒鳴りつけたり、外食先で出来の悪い蕎麦を食べると怒りだす。
正体はネイティブであり、アンチミミック弾の煙幕を浴びたことでその正体が明かされ、一時は加賀美や岬との間に溝が生まれてしまうが、加賀美をカッシスワームから身を挺して庇ったことをきっかけに和解する。人類ネイティブ化計画には関与しておらず、人間と共生する道を選んでいる。ネイティブであるため、天道の両親同様、人間の田所はネイティブに擬態されて殺害されていたか、事故などで死んでネイティブが体を受け継いだ可能性がある。
ZECT解散後は実家の蕎麦屋で働いており、ビストロ・サルに集まった皆に手製の蕎麦を振る舞うなど気風のいい一面を見せている。
『劇場版 仮面ライダーカブト GOD SPEED LOVE』
ZECT幹部の1人で、天空の梯子計画の司令官。大和のもとで矢車と共にゼクトルーパー部隊に指示を送るものの、計画の真意を知らない。

高鳥 蓮華（）
演 - 手嶋ゆか
ZECT所属のゼクトルーパー訓練生。18歳。ある事情からZECTのエリア司令官となった天道に、突出した戦闘技術を見出され副官に任命される。
当初は三島より天道の監視および抹殺という密命を受け、彼の動向を三島に報告していたが、天道が自身が糒しか食べていないことを知って本当の笑顔を取り戻させるために作ったオムライスを食べたことで、その味と自分への想いに感動して食べる喜びを知る。その一宿一飯の恩義を返すべくZECTからハイパーゼクターを奪取、天道の側につく。
幼いころに渋谷隕石の災害により孤児となっていたところをZECTに拾われ、ZECTの過酷な戦闘訓練に耐えぬくため戦士として感情を抑えクールに徹することをZECTに叩き込まれたが、本来の性格はかなりの天然で、後には天道の家に押しかけて住み込み「師匠」と呼び慕うようになる。当初は先輩でありながら見習い止まりの加賀美を見下し衝突は絶えなかったが、その真っ直ぐな態度を見直した後は良き後輩として彼も補佐する。また、なぜか剣ともウマが合う。細身の身体ながら戦闘能力は極めて高く、時には左手の指輪に仕込んだ強靭な殺人ワイヤーを使って敵の首を絞めたり、忍者のような技を得意とする。
しかし、それ以外のことはからっきしなようで、天道から料理を教わるが、天道から課された料理をことごとく勘違いして作り（試食をするのは大抵、剣）、また家事に至るまで失敗が多い。

加賀美 陸（）
演 - 本田博太郎
加賀美新の父。52歳。ZECTの創始者および首脳であり、表の顔は警視総監である。
息子の新のことは放任しつつも気にはかけているらしく、たまにビストロ・サルにも顔を出すが、自分がZECT総監であることについては終盤まで隠していた。一般市民の前では朗らかな笑顔を見せるが、ZECTのメンバーの前では恐ろしさを漂わせるほど冷徹な態度をとり、なおかつライダーやZECTの置かれている立場を動物の生態や故事、聖書からの含蓄ある言葉になぞらえて暗喩的に示すことが多く、不敵な笑みを浮かべるのが印象的。時には天道さえも手玉に取る老獪さを見せる。35年前に遭遇したネイティブの命に従い、日下部夫妻と共にZECTを設立。ネイティブによって構成されるZECT評議会の傀儡として動く（本人曰く「しもべ」）。
しかし実際にはネイティブがいずれ人類を裏切ることを察しており、秘密裏に日下部と共にカブトとガタックに組み込んだ暴走スイッチ「赤い靴」や独自に開発したホッパータイプを切り札に、長い間根岸らネイティブへ反撃する機会を窺い耐え続けていた。新がガタックとなる22話ではモーツァルトの「死者のためのミサ曲」をチェロで演奏しながら、新をガタックにさせるために一度殺さなければならないという葛藤に涙を流した。だが、そういった苦渋の決断や覚悟も、腹心の部下であった三島の裏切りによって全てが水泡に帰してしまい、根岸らに暴走スイッチのことが露見した後はその立場を失い、一転して反逆者となり護送されていたが新に救出される。絶望して泣き崩れる陸の真意を知った新は、彼を責めること無く、自らに託された使命を全うすることになった。
料理には大変うるさく、敗者が料理人としての地位と名誉を剥奪される対決の場である闇キッチンの審査員も務める。
最終話で全てが終わった後にZECTを正式に解体し、警視総監の職に復帰。警官として活躍する新を陰から見守っていた。
『劇場版 仮面ライダーカブト GOD SPEED LOVE』
ZECT総帥にして加賀美新の父。滅亡寸前の地球では支配者同然の立場にある。地球をワームの温床にするため、水の確保のためと偽り、天空の梯子計画を立案する。

三島 正人（）
演 / 声 - 弓削智久、スーツアクター - 伊藤慎
ZECTの幹部で、陸の側近。25歳。末端部隊に通信で指示を伝え稀に自ら接触するため現場へ赴くこともあるが、実際に彼らの前に姿を現すことはほとんど無い。味覚がなく、栄養補給はサプリメントで行う。冷酷な性格でワーム殲滅のためならば手段も選ばない。また、元々人類を護るという理念よりも、ZECTという組織そのものを守るという意識が強い。普段は眼鏡をかけているが、激怒すると外して破壊する。
シャドウの隊長に就任した影山の情けない振る舞いには呆れながらも、戦い方を教えるべく、1度だけ無理矢理ザビーゼクターを従えてザビーに変身し、高い戦闘能力を発揮したこともある。しかし、度重なる失態を繰り返した挙句に、ザビーゼクターを奪われてしまったことには我慢の限界を迎え、彼を追放処分にした。
終盤にて、ZECTの解散を決定した陸への不信と権力欲から、根岸と手を組み陸を更迭。ZECTのトップになると共に、人間であることも捨てて、自らの肉体を最強のネイティブであるグリラスワームへと変貌させる。
- 当初は矢車とともにホッパーのコンビとなる予定で、ホッパーのスーツアクターが大岩永徳と永瀬尚希となったのもそのためであるが、矢車とのコンビ感を出すために影山に変更となった。
- 眼鏡をかけている、というのは『シン・シティ』のイライジャ・ウッドが演じたケビンをイメージしており、初登場シーンではケビンの登場シーンを意識したという。眼鏡をはずすシーンは、三島を演じる弓削自身が提案したもので、ザビーに変身した際やハイパーゼクターを奪われた際など節目節目で外している。

『劇場版 仮面ライダーカブト GOD SPEED LOVE』
ZECT総帥・加賀美陸の腹心の部下。陸の思惑を理解している数少ない存在。大和率いる実働部隊と黒崎に指示を与える。

グリラスワーム
コオロギに似た能力を持つワーム。
三島が根岸と手を組み、緑のネックレスの力で肉体を改造してネイティブに生まれ変った姿。
左腕に巨大な鉤爪、右腕に小型で円形の爪を備えており、両肩の触手を伸ばして敵に突き刺し左腕の爪で止めを刺す攻撃を得意とする。クロックアップこそしないがダークカブトを倒すなど最強にふさわしい戦闘力を誇るネイティブで、三島自身も「最強のネイティブとなった」と豪語する。
カブトとガタックの二人のライダーを相手に最終決戦を繰り広げ、パーフェクトゼクターの攻撃すら受け止めて逆に破壊してしまうが、ハイパーカブトとガタックのダブルライダーキックを受けて、ネイティブ化させる送信設備と共に爆死した。
小説版では、左腕の鉤爪にはマスクドライダーの装甲素材であるヒヒイロカネを、ネイティブがさらに強化させた“ヒヒイロノオオガネ”が用いられているとされている。
- デザイナーはイナゴをモチーフに制作した。これについて韮沢は、幹部系は甲殻類を入れていたが、最後であったことから仮面ライダーならバッタということで、バッタないしイナゴになったという。

その他の登場作品
『仮面ライダー×スーパー戦隊 スーパーヒーロー大戦』
大ショッカーの大幹部として登場。

根岸（）
演 - 小林正寛
終盤に登場したZECT評議会のメンバーの一人であり、ネイティブである。スカジャンを着た壮年の大柄な男。
誰に対しても人当たりが良く、非常に腰が低く口調も親しげだが、一旦怒るとドスの利いた声になる。ネイティブだけで構成されるZECT評議会の中でも代表である。後に三島と共にZECTの全権を陸から奪い取る。暴走スイッチの存在にも気付いており、存在を隠すためにあくまでも下について働く意思を示した陸に「ばれてるんですよ！」と告げて放逐した。
緑の石から生成した緑色のネックレス型の探知機を一般に配布し、「人間とネイティブの共存」を目指すとうそぶくが、その本当の目的はネックレスによる全人類のネイティブ化であり、ワームよりも狡猾な方法で地上を制覇しようと企んでいた。しかし、最終回で自身の計画は天道によって水泡に帰し、ダークカブトによって総ネイティブ化電波送信施設の爆発の炎へ道連れにされて消えた。

## ライダー資格者の関係者
日下部 ひより（）
演 / 声 - 里中唯（7年前 - 藤井玲奈）
18歳。東京タワーにほど近い洋食店“Bistro la Salle（ビストロ・サル）”のアルバイト店員で、加賀美の同僚。一人称は「ぼく」。ぶっきらぼうで言葉遣いは乱暴で、渋谷隕石により両親を失い、その経験からか他人と上手くコミュニケーションをとることができない内向的。また、人混みを苦手としており、天道を待っている間に倒れてしまったこともある。趣味は絵画で、いつも愛用のスケッチブックに妖精の絵を描いている。料理の腕は超一流で、料理にうるさい天道や剣が絶賛するほど。また、スケッチに出かける際などに乗る愛用の自転車を大切にしている。無機物や機械と対話でき、ライダーベルトを触れるだけで修復するなど数々の謎を持つ。天道に対して最初は警戒するが、いつしか彼を大切な人と感じるようになる。
7年前の渋谷隕石事故の際、ライダーベルトを付けた当時の天道に現場から助けられるが、当時の記憶がはっきりせず、彼に両親を殺されたと思い込み両親の仇として思い込み、天道を疑うこともあった。
後に麗奈＝ウカワームとの接近を発端に自らの正体が明らかになり、天道により自らの出生の秘密を知る。その後エリアXに囚われていた擬態天道と対面した際、ハイパーゼクターの暴走により擬態天道と共に時空の彼方へと吹き飛ばされ放浪する。
ワームであることから現実世界で生きることを諦め、一時は天道らを拒絶するが、「俺はお前とお前が生きる世界を守る」という天道の説得に心を開き、再び現実世界に戻り、人間と共生する道を選ぶ。その後は、天道から勧められた料理を人のために作るようになる。
- 絵を描いている際にシシーラワームの羽根が出るシーンでは、スタッフが羽根の模型を持って撮影し、映し出された羽根を元にCGが羽根を作り上げている。

シシーラワーム
カゲロウに似た能力を持つワーム。
18年前、当時オリジナルのひよりを身ごもっていたさとみが総一と共に2体のネイティブによって殺害、擬態され生まれたネイティブが“日下部ひより”として育てられる。
ワーム態に変容しても人間に対する悪意や破壊本能などはない。人間態時にものぞかせていたテレパシーや砂鉄砲などの特殊能力を持つ。
- 色のイメージはひよりが描いていた妖精の絵が元となっている。

『劇場版 仮面ライダーカブト GOD SPEED LOVE』
明るい性格。隕石の影響で不治の病に冒されているため、恋人である新のプロポーズを拒んでいる。

天道 樹花（）
演 - 奥村夏未
天道が祖母に引き取られてから誕生した義理の妹。13歳。聖華学園中等部2年A組。食べることが好きで、天真爛漫で活発な性格。現在は兄と二人で暮らしながら学生生活を送る。部活動はバドミントン部に所属しており、頭脳明晰な兄に勉強の面倒を見てもらっていることもあり成績は学年トップ。兄を誰よりも崇拝している。また、祖母のことも尊敬しており、自身の名を「天の道を往き、樹と花を慈しむ少女」と称したり、「おばあちゃんが言っていた」と教えを発することは兄妹共通。兄が作る朝食を何よりも楽しみにしており、毎回趣向を凝らしてその美味しさを表現する。
渋谷隕石事故の際に総司に助けられて以来、「困ったときはいつも兄が助けに来てくれる」と信じている。作中では擬態したワームに接触されることがかなり多いが、ワームやライダーの存在については終盤まで知ることはなかった。
『劇場版 仮面ライダーカブト GOD SPEED LOVE』
エンディングに登場。テレビシリーズと違い、ラクロス部に所属している。

竹宮 弓子（）
演 - 西牟田恵
加賀美とひよりが勤める洋食店・ビストロ・サルのオーナーシェフ。36歳。天道の強烈な人格にも驚きを見せず、無断欠勤の多いアルバイトの加賀美を解雇せず雇い続けるなど心が広い。ひよりが滅多に人へ心を開かないことを心配しており、天道が彼女を変えてくれるのではないかと期待を抱く。そのためか、よく店を留守にしては天道に店を任せ、ひよりと強引に2人っきりにさせることが多い。
『劇場版 仮面ライダーカブト GOD SPEED LOVE』
ひよりと加賀美の仲を温かく見守る。

ゴン / 高山 百合子（）
演 - 神崎愛瑠
大介と行動を共にする少女。8歳。過去にワームに襲われ母親の順子とはぐれ、記憶喪失になったところを大介に保護され、以後共に生活する。「ゴン」の名はその際に「名無しの権兵衛」を由来に大介がつけたもの。幼いながらにもしっかり者で、大介の決め台詞のフォローやアシスタントを的確にこなす。
ある時、ビエラワームの襲撃を切っ掛けに過去の記憶を取り戻し、同時に大介と過ごした記憶を失う。以後しばらくは本名の「高山百合子」として、母と共に普通の生活を送る。しかし後に雑誌で大介の記事を読んだことから彼と過ごした記憶を取り戻し、大介を探し出し再び行動を共にするようになる。
天道とはウマが合う。彼のことを信用もしており、ある事情から全てのゼクターを集めようとする天道に、ドレイクグリップを大介から無断で持ち出し譲与したこともある。

神代 美香（）
演 - 細野佑美子
剣の姉。1年前に神代家のバラ園で、スコルピオワームに襲われ、本物の剣と共に、命を奪われてしまった。

じいや
演 - 梅野泰靖
神代家に仕える執事。姓名不詳。65歳。剣の正体を知りつつも彼を1人の人間として接し、彼の身の回りの世話を1人でこなしている。
料理の腕前は超一流で、かつて唯一執筆した料理本は、天道が教本とし文字通り肌身離さず持ち歩いて愛読するほど。そこから天道に「人類の宝」と評され、師匠と一目置いている。双子の弟がおり、彼もまた一流の料理人で“光の料理人”として料理を教えている。
破綻している神代家の財政維持や、世間知らずな剣の行動のフォローに苦心しつつも、その事実を剣には悟らせず、必死で「名門貴族神代家」を演出し続けるが、過労で倒れたことで全ての事実を知られてしまう。その後は神代家再建のために奮闘する。終盤、剣の最期を看取り、全てが終わった後、料理店のプロデューサーとして新たな道を歩むことになる。

日下部 総一（）
演 - 鳴海剛
ひよりの父親。ひよりが幼いころに事故で妻と共に亡くなった。
天道総司の父親でもあり、加賀美陸とも友人関係にあった。科学者である彼はZECTにおいてマスクドライダーシステム開発の責任者だったが、本心では陸と共にネイティブの野望阻止を狙っており、秘密裏に暴走スイッチをシステムに組み込む。しかし反旗を翻そうとしていることを察知され、18年前の総司が3歳のころにネイティブに殺害・擬態されてしまう。その擬態したネイティブも渋谷隕石の被害により死亡、最期に強く持っていた総一としての記憶から14歳の総司にライダーベルトを授ける。
小説『S.I.C. HERO SAGA MASKED RIDER KABUTO EDITION』
生前の総一が陸の熱意に押され「赤い靴システム」の内蔵と、息子を装着者とすることを誓う様子が描かれている。親友の陸には旧姓の「天道」の名で呼ばれていた。

日下部 さとみ（）
演 - 浅野香織
ひよりの母親。ひよりが幼いころに事故で夫と共に亡くなった。
天道総司の母親でもある。夫の総一同様、オリジナルの彼女も総司が幼いころ、夫と共にネイティブに殺害・擬態され、夫に擬態したネイティブと共に死亡している。擬態された当時にひよりを身ごもっており、結果彼女から誕生したネイティブは“ひより”として育てられる。
- フルネームは、劇場版のエンドクレジットや墓石には「SATOMI KUSAKABE」と記されたが、第32話のオープニングクレジットでは「日下部まゆみ」となっており、公式サイトでは単に「日下部の母」となっている。

立川 大吾（）
演 - 中泉英雄
中盤に登場。普段は保育園に勤務する保育士に擬態したワーム。本編中最初に自らをネイティブと呼び、渋谷隕石落下後に発生したワームと自分たちが対立していることを明かす。登場当時全てのゼクターを集めようとする天道を諌めるが、コキリアワームの手にかかり致命傷を負い、「皆既日食を探せ」と天道に言い遺して息絶える。
彼の死後、終盤でネイティブも人類の敵だと明らかになるが田所同様、根岸ら評議会の計画には賛同していなかった。
ゼクターを操る術を心得ているようで、カブトゼクターを手懐けさらにはドレイクやサソードに変身した。これはネイティブでも一部の者しか使えない能力で立川は上位種ということが分かる。
- 立川を殺害したコキリアワームは当初彼自身の正体として構想されていた。

## 主要ワームの人間態
間宮 麗奈（）
演 / 声 - 三輪ひとみ
25話より登場。ウカワームが擬態した喪服を着ている美女。25歳。時折「レクイエム」などの音楽用語を用いた会話をする。
ワームのリーダー格のひとりとして、多くのサナギ体や成虫体と共に人間社会に潜伏、ワームの益となる情報を探る。ワームの中でも特に優れた知能と戦闘能力、冷酷性を持つ。目的達成のためには手段を選ばない。
見下している人間の集団（ZECT）に接近、幹部の三島と結託したこともある。ただし、ZECTとの関係は“協力”と呼べるような関係はなく、損得勘定のみの関係である。
「間宮 麗奈」は擬態していた人間（声楽家）の名前。一時期ハイパーカブトとの戦闘のショックでワームとしての記憶を失い、人格が擬態された麗奈に変わった際、大介と恋に落ちるもワームの本能によって再び大介（ドレイク）と戦うことになったが、敗北を喫し大介に看取られ息絶えた。

ウカワーム
シオマネキに似た能力を持つワーム。ワーム軍団の実質的な行動を指揮する存在。
ライダーフォームの打撃をものともしない防御力を持つ甲殻を纏っている。また鋼鉄をも寸断する右手の巨大バサミと盾に変化する左腕を併せ持ち、ハサミからはエネルギー波を放つ。ライダーたちを圧倒するほどの戦闘力を持つ。
ライダーたちの初戦ではザビー・ドレイク・サソードと次々とライダーを圧倒するほどの戦闘を行い、ワーム相手に余裕の戦闘をしてきたカブトを変身解除に追い込んだ。ガタックが加勢に現れてカブトとの連携攻撃を受けるも、ジェノミアスワームが作った地面のクッションで難を逃れる。
最期はドレイクのライダーシューティング、通常時とクロックアップ時の二発に挟撃され、受けきれずに死亡する。
- 幹部系は甲殻類も入れることとなったため、カニとなった。

乃木 怜治（）
演 / 声 - 坂口拓
41話より登場。ワーム軍団のリーダー格・カッシスワームが擬態した黒いロングコートの男。側近として、多数の喪服の女を侍らせている。
麗奈が倒された後表舞台に姿を現す。カブトたちとは後述の再生能力により3度対決。3度目の対決では人類への総攻撃「ハルマゲドン」を開始する。
ワームの姿にならずとも高い格闘能力を有しており、戦意喪失していたマスクドフォームのガタックを殴って変身解除させ、カブトとも互角に渡り合う。
第1形態は感情をあまり表さないのに比べ、第2形態は凶暴性を顕わにし、第3形態は前二つの人格が兜有と兜無で分かれている。変化は人間態の外見にも現れており、第1形態時にかけていた眼鏡と杖が第2形態時には無くなり、第3形態時には髪型はオールバックになり新たに口髭が生えている。

カッシスワーム
カブトガニに似た能力を持つワーム。高い格闘能力のほか、強い再生能力を持ち、倒されても再生復活して特殊能力をその都度獲得することが可能。
劇中で剣を強制的にワームの姿にしたこともあり、剣が自身の正体を知る要因となった。
カッシスワーム・ディミディウス
超高速移動で事実上時を止めてしまう「フリーズ」（ハイパークロックアップよりも速く動けるが時間遡行は不可能）を発動させることができる。
フリーズ解除直後にハイパーシューティングでダメージを受けたところにマキシマムハイパーサイクロンを受ける。
カッシスワーム・グラディウス
他者の能力をエネルギーに還元・吸収し、ライダーの必殺技をも自らのものとする能力を持つ。口腔からの光弾と盾を武器とする。
カブト、ガタック、キックホッパーのライダーキックを同時に受け、マキシマムハイパーサイクロンで無数のサナギ共々消し飛ばされる。
- 左腕先と右肩は新造となっている。

カッシスワーム・クリペウス
2体（頭部に兜の有無による外見的差異はある）に分裂し、より攻撃的な姿となる。
一体がガタックのライダーキックで、もう一体がキック/パンチホッパーの必殺技を同時に受けて撃破されている。
その他の登場作品
『劇場版 仮面ライダーディケイド オールライダー対大ショッカー』
グラディウスが大ショッカーの怪人軍団として登場。

黒装束の女
演 / 声 - 五十嵐貴子・生駒エリコ他
25話より登場。間宮麗奈や乃木怜治の側近として付き従えるワームが擬態した喪服を着ている美女たち。
指揮官の部下として複数体が登場し、岬祐月に擬態したサナギ体の他、作中では3体の個体が正体を現している。他は擬態を解かずに登場している。
カッシスワームの指揮下の際には、彼の回復剤として無理矢理エネルギーに変換され消滅するという扱いを受ける。